# Racing start
La racing start è la categoria che permette di partecipare in diverse specialità con un'automobile di serie, purché l'anno di produzione sia dal 1995 in poi con il solo obbligo di avere le minime modifiche per la sicurezza (roll-bar, sedile e cinture da corsa, estintore), quindi con un abbassamento esponenziale dei costi sia per quanto riguarda l'allestimento sia per quanto riguarda la gestione della vettura, nonché i costi per licenza e iscrizioni alle gare.
Dal 2023 necessita del serbatoio di sicurezza secondo quanto stabilito dal REGOLAMENTO SPORTIVO NAZIONALE RS/RSE – RS PLUS ANNO 2023  Archiviato il 29 marzo 2023 in Internet Archive.. 

## Racing start plus
Si differisce dalla racing start per la possibilità di effettuare modifiche al motore, l'assetto e la trasmissione del tutto liberi paragonabili a una vettura di Gruppo A ma godendo degli sconti sulla tassa d'iscrizione e sulla licenza come la racing start.

## Tipologie di gare
Con queste vetture è possibile prendere parte a varie tipologie di gare:
- Rally Ronde, Rally 2, Rally Nazionali (compresi quelli valevoli per la Coppa Italia e il challenge di zona).
- Rally CIR (escluse titolate FIA e quelle su terra), trofeo rally asfalto e rally internazionali non titolati (su richiesta dell'organizzatore).
- Gare di velocità in salita.
- Gare di velocità in circuito (CIVT e gare club).
- Slalom.
- Formula Challenge.
- Gare sperimentali (velocità sui mini impianti e accelerazione).

Per questa categoria di vetture sono previste delle Coppe CSAI di seguito elencate:
- Velocità in circuito.
- Slalom.
- Rally (limitatamente ai rally ronde, Rally2 e ai rally nazionali anche validi per i challenge di zona).
- Velocità in salita (coppa TIVM e titolazione di campionato italiano nel CIVM).

I partecipanti concorrono anche ai Campionati Regionali.

## Vincoli
Per queste auto non esiste una fiche come nelle altre auto da corsa, essendo delle auto completamente stradali, l'unico documento che attesti la conformità del veicolo è il manuale di officina, che abbinato al numero di telaio viene consultato per risalire ai codici dei ricambi e delle componenti della vettura come motore, cambio, e altre parti del veicolo.
Tuttavia oltre alle modifiche per la sicurezza è permesso apportare delle piccole modifiche ai fini prestazionali come:
- Modificare l'impianto di scarico (tipo gruppo N)
- La mappatura del software della centralina
- La sostituzione di parti dell'assetto purché tutti i particolari siano intercambiabili con i pezzi originali
- La sostituzione del disco frizione
- L'uso di pneumatici omologati FIA, semi-slick con omologazione stradale DOT o Stampo limitatamente alla misura dei cerchi 13" e 14"

Gli unici vincoli per queste vetture sono:
- Cilindrata non superiore a 2000 cm³
- Numero di telaio impresso in origine dalla Casa costruttrice (targate e non targate)
- Essere regolarmente in commercio dal 1995 in poi

## Classi
Questi vengono divise in 7 classi:
- RS: Benzina (aspirate, due ruote motrici omologate per la normale circolazione con un minimo di 4 posti).
- RS1: fino a 1150.
- RS2: da 1151 a 1400.
- RS3: da 1401 a 1600.
- RS4: da 1601 a 2000.
- RSTB: Benzina (sovralimentate con cilindrata geometrica fino a 1600 cm³ omologate per la normale circolazione con un minimo di 4 posti).
- RSTW : Benzina

Con doppia sovralimentazione mista (turbo più volumetrico) fino a 1400 cc.
- RSD: Diesel (cilindrata geometrica fino a 2000 cm³ anche sovralimentate omologate per la normale circolazione con un minimo di 4 posti).
- RSD1: fino a 1600.
- RSD2: da 1601 a 2000.